# Муранська Легота
Муранська Легота (словац. Muránska Lehota, угор. Murányszabadi) — село, громада в окрузі Ревуца, Банськобистрицький край, Словаччина. Населення — 204 особи (за оцінкою на 31 грудня 2017 р.). 
Вперше згадується в 1453 році.

## Населення
| Рік:            | 1994. | 2004.   | 2014.    | 2024.  |
| --------------- | ----- | ------- | -------- | ------ |
| Кількість осіб: | 239   | 234     | 200      | 199    |
| Різниця:        |       | -2,09 % | -14,52 % | -0,5 % |

| Рік:            | 2023. | 2024.   |
| --------------- | ----- | ------- |
| Кількість осіб: | 202   | 199     |
| Різниця:        |       | -1,48 % |